# Vagrant Records
 (février 2018).
Si vous disposez d'ouvrages ou d'articles de référence ou si vous connaissez des sites web de qualité traitant du thème abordé ici, merci de compléter l'article en donnant les références utiles à sa vérifiabilité et en les liant à la section « Notes et références ».
Vagrant Records est un label indépendant de musique américain, fondé par Rich Egan (fils de l'acteur Richard Egan) et son ami Jon Cohen en 1996. Le label est devenu de plus en plus populaires, recueillant les albums d'or et MTV Video Music Awards.
Le label travaille avec plusieurs groupes notamment Senses Fail, Rammstein, Placebo, Protest the Hero et Thrice pour les plus connus.

## Catalogue
Le label se focalise sur la musique rock, mais inclut des artistes d'autres genres tels que le folk, la soul, la musique électronique et la pop. Il héberge entre autres les artistes : The 1975, Death Spells (en), Eels, Edward Sharpe and the Magnetic Zeros, CRUISR (en), Active Child (en), PJ Harvey, School of Seven Bells, Black Rebel Motorcycle Club, James Vincent McMorrow, Black Joe Lewis & the Honeybears (en), Wake Owl, Blitzen Trapper et Bombay Bicycle Club. À l'origine, Vagrant Records est centré sur des groupes emo tels que Dashboard Confessional, Saves the Day, The Get Up Kids, Senses Fail et Alkaline Trio.

## Histoire
En 2014, Vagrant est racheté par BMG Rights Management. Le cofondateur Jon Cohen devient alors le vice président exécutif chez BMG pour la musique enreistrée jusqu'à son départ en septembre 2017. Il demeure distribué de façon autonome (hors du partenaire principal de distribution de BMG  Warner Music Group), via des labels affiliés dans une sélection de pays.